# Vĩnh Thạnh, Tây Ninh
Vĩnh Thạnh là một xã thuộc tỉnh Tây Ninh, Việt Nam.

## Địa lý
Xã Vĩnh Thạnh có vị trí địa lý:
- Phía đông giáp xã Vĩnh Hưng.
- Phía tây giáp xã An Phước và xã Phú Cường thuộc tỉnh Đồng Tháp.
- Phía nam giáp xã Vĩnh Châu và xã Tân Hưng.
- Phía bắc giáp xã Hưng Điền.

Xã Vĩnh Thạnh có diện tích tự nhiên 118,68 km², quy mô dân số năm 2025 là 12.610 người.

## Lịch sử
Ngày 18 tháng 7 năm 2019, HĐND tỉnh Long An ban hành Nghị quyết số 43/NQ-HĐND về việc sáp nhập ấp Đường Xe vào ấp Rượng Lưới.

### Năm 2025
- Ngày 12 tháng 6 năm 2025, Quốc hội khóa XV ban hành Nghị quyết số 202/2025/QH15 về việc sắp xếp đơn vị hành chính cấp tỉnh[5]. Theo đó, sắp xếp toàn bộ diện tích tự nhiên, quy mô dân số của tỉnh Long An và tỉnh Tây Ninh thành tỉnh mới có tên gọi là tỉnh Tây Ninh.

- Ngày 16 tháng 6 năm 2025, Ủy ban Thường vụ Quốc hội khóa XV ban hành Nghị quyết số 1682/NQ-UBTVQH15 về việc sắp xếp các đơn vị hành chính cấp xã của tỉnh Tây Ninh năm 2025[6]. Theo đó, sắp xếp toàn bộ diện tích tự nhiên, quy mô dân số của các xã Thạnh Hưng (huyện Tân Hưng), Vĩnh Châu B và Hưng Thạnh thành xã mới có tên gọi là xã Vĩnh Thạnh.

## Hành chính
Xã Vĩnh Thạnh được chia thành 5 ấp: Cái Môn, Cái Tràm, Cả Bát, Gò Thuyền, Rượng Lưới.